# ونسن
شهر وَنسِن (به فرانسوی: Vincennes) در شهرستان ول-دو-مرن در ناحیه ایل-دو-فرانس با جمعیت ۴۷٬۴۸۸ نفر در کشور فرانسه واقع شده‌است

## نگارخانه

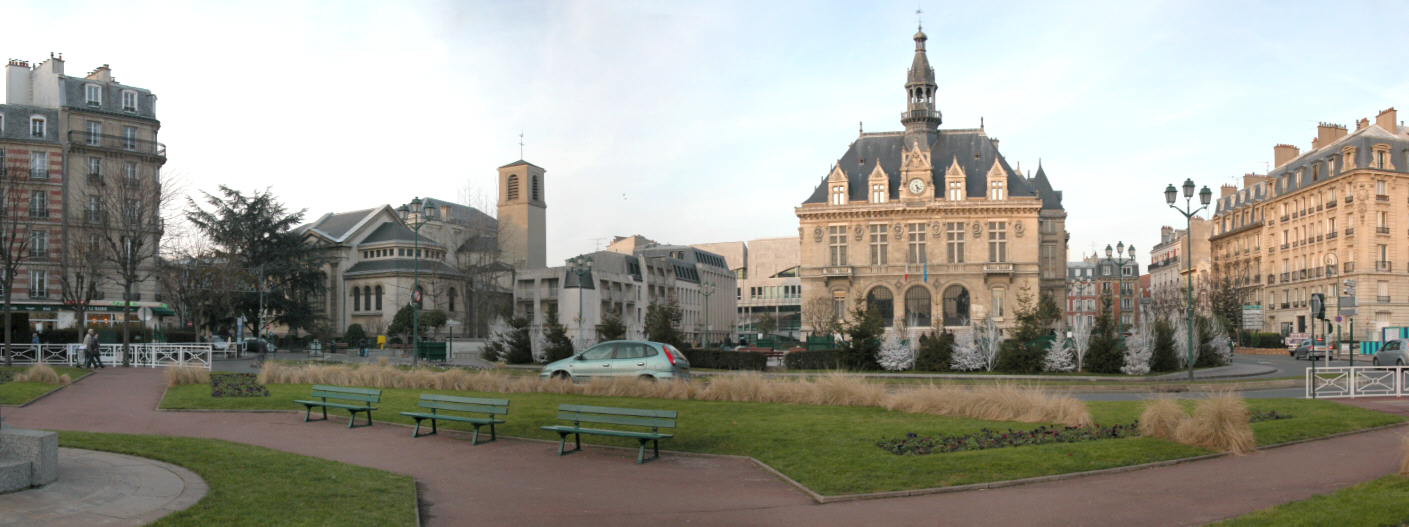
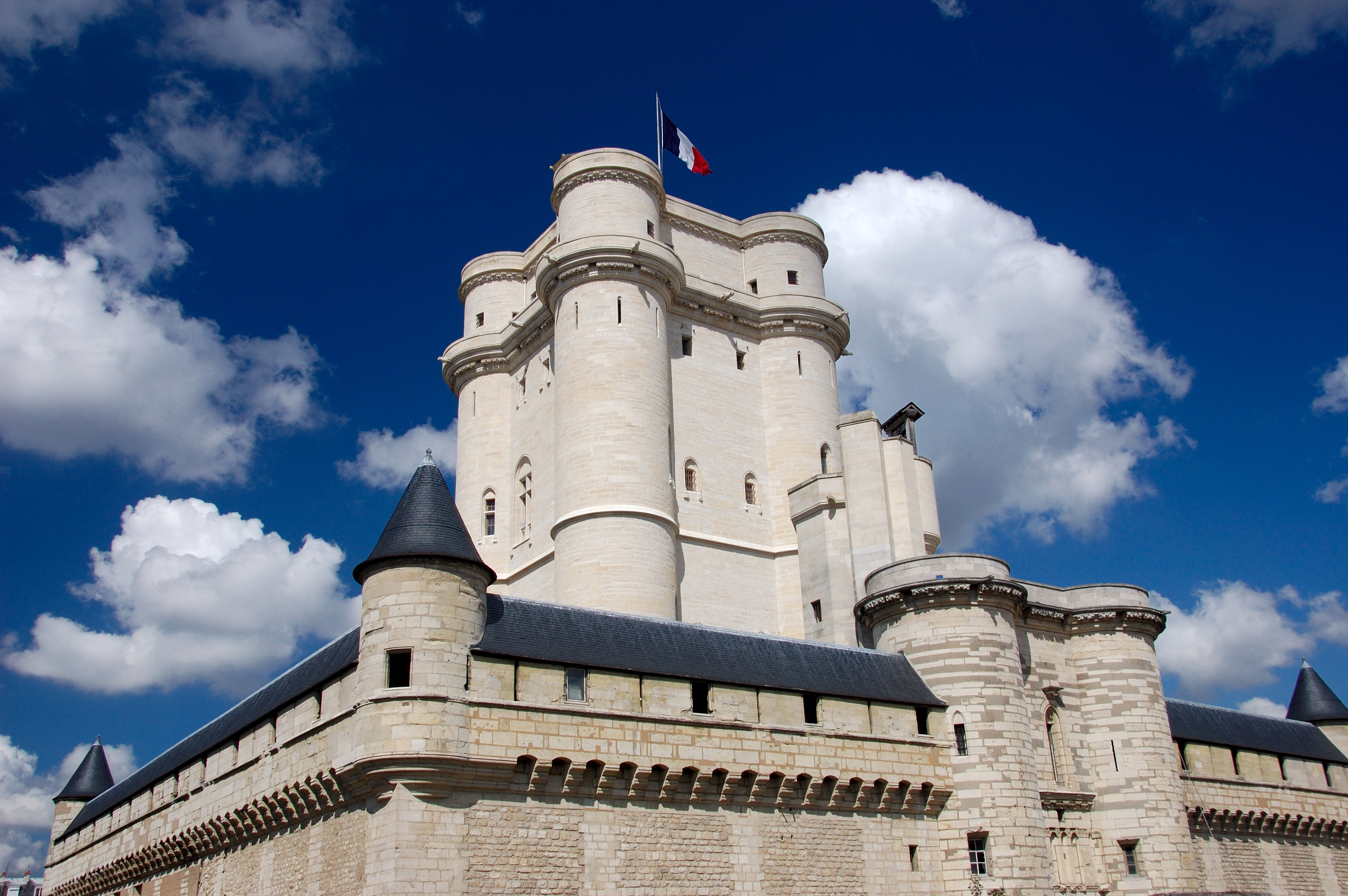
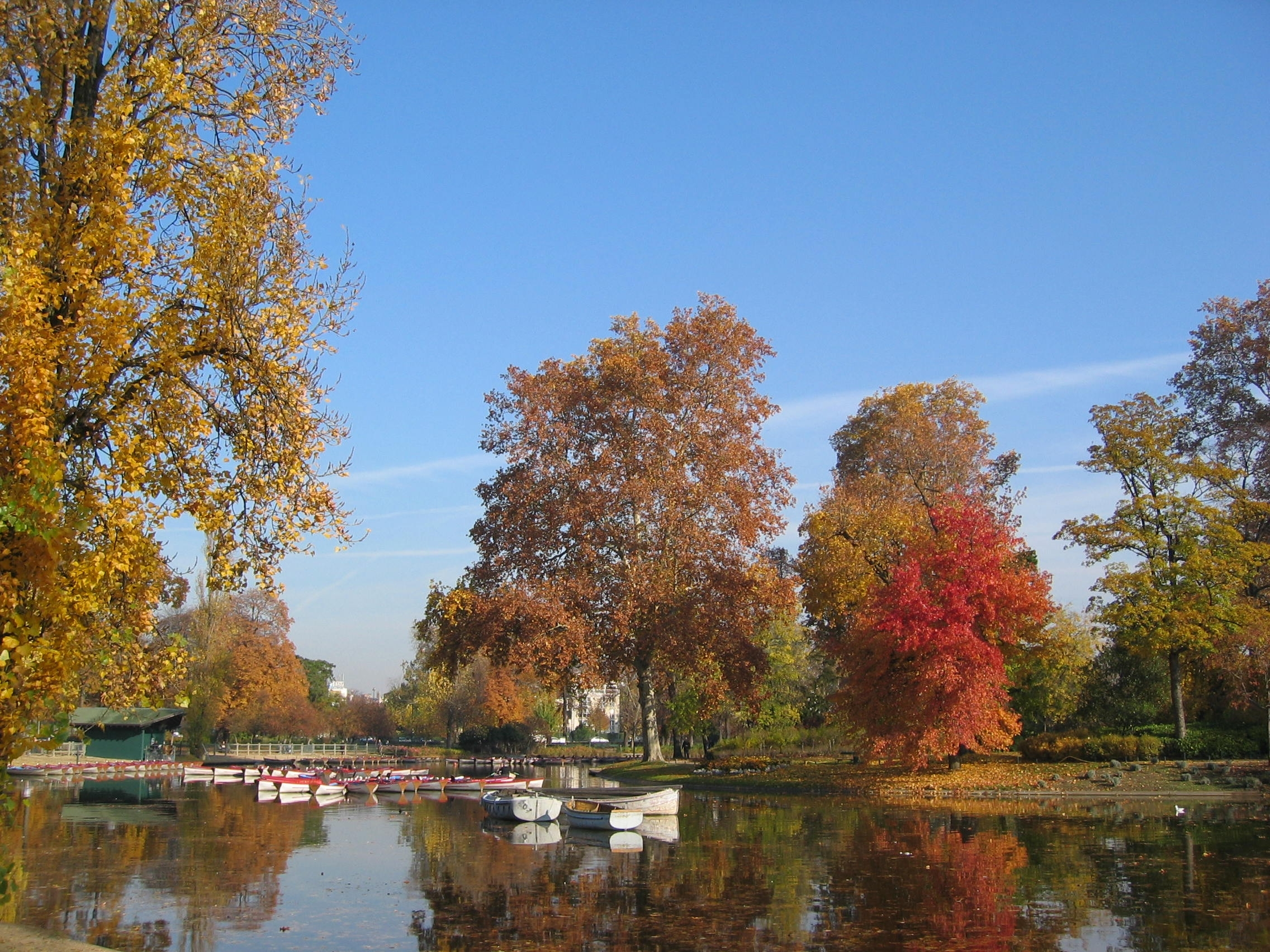
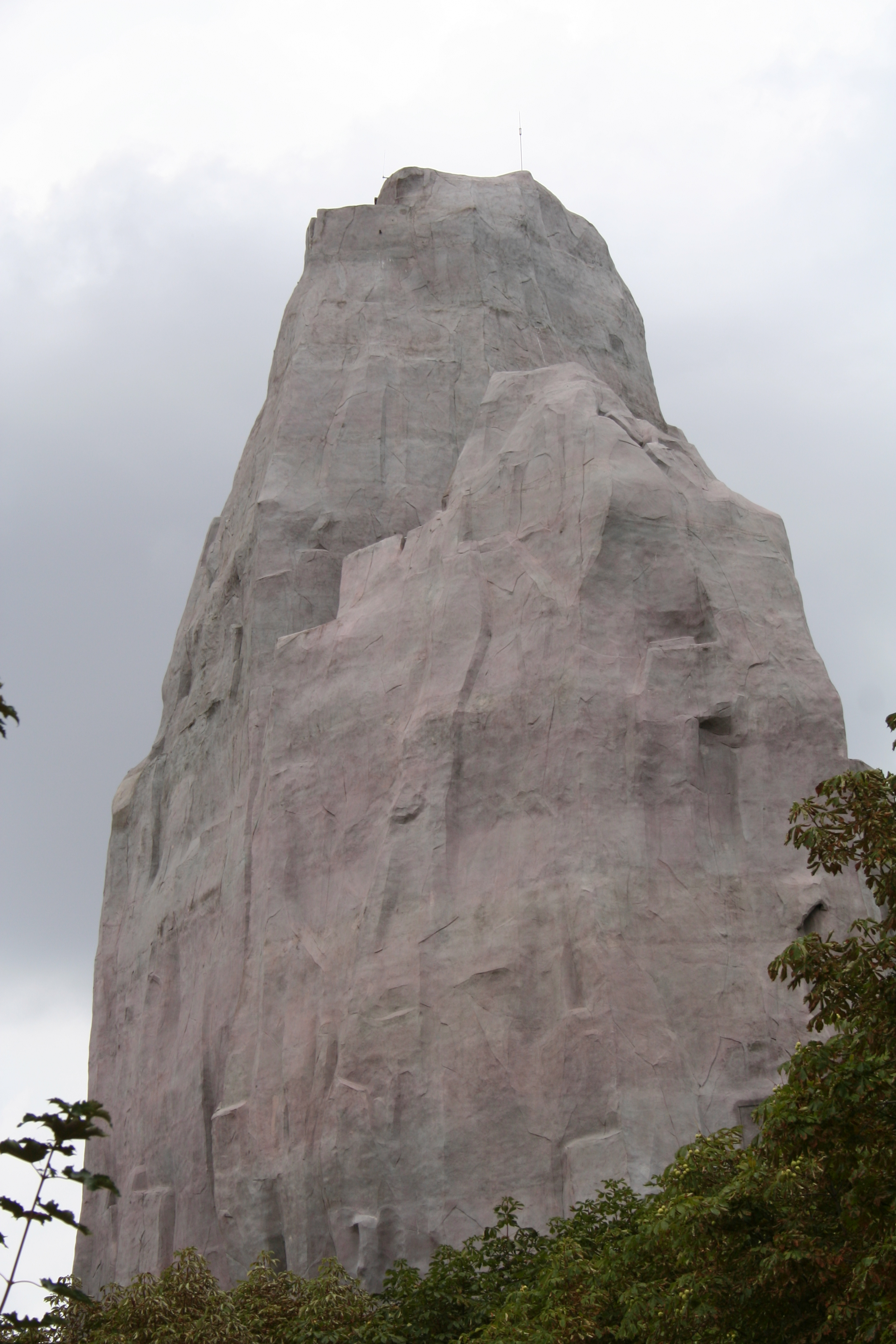